# باربارا بیتس
باربارا بیتس (انگلیسی: Barbara Bates؛ ۶ اوت ۱۹۲۵ – ۱۸ مارس ۱۹۶۹) یک هنرپیشه اهل ایالات متحده آمریکا بود.
از فیلم‌ها یا برنامه‌های تلویزیونی که وی در آن نقش داشته است می‌توان به همه چیز درباره ایو، دوجینش ارزان‌تر است و جانی بلیندا اشاره کرد.